# Lorenzo Pagans y Auguste de Gas
Lorenzo Pagans y Auguste de Gas (en francés, Lorenzo Pagans et Auguste de Gas) es un óleo sobre lienzo realizado por Edgar Degas entre 1871 y 1872.
La pintura muestra a Laurent-Pierre-Augustin de Gas, padre del artista y al tenor español Lorenzo Pagans. La obra será muy estimada por Degas, quien la conservará con nostalgia tras la muerte de su padre.
Actualmente se conserva en el Museo de Orsay.